# Newel (Białoruś)
Newel (biał. Невель; ros. Невель) – wieś na Białorusi, w obwodzie brzeskim, w rejonie pińskim, w sielsowiecie Chojno, przy granicy z Ukrainą.

## Transport
W Newlu znajduje się białorusko-ukraińskie drogowe przejście graniczne Newel - Przykładniki, położone na drodze republikańskiej R147.
W pobliżu wsi znajduje się niewielkie lądowisko.

## Historia
Dawniej wieś i majątek ziemski. W dwudziestoleciu międzywojennym leżały w Polsce, w województwie poleskim, w powiecie pińskim, w gminie Chojno. Po II wojnie światowej w granicach Związku Sowieckiego. Od 1991 w niepodległej Białorusi.